# بیه ریچاردز
بیه ریچاردز (انگلیسی: Beah Richards؛ ۱۲ ژوئیهٔ ۱۹۲۰ – ۱۴ سپتامبر ۲۰۰۰) یک هنرپیشه، و شاعر اهل ایالات متحده آمریکا بود.
از فیلم‌ها یا برنامه‌های تلویزیونی که وی در آن نقش داشته است می‌توان به حدس بزن کی قراره برای شام بیاد اشاره کرد.